# Wario
Wario (japonsky ワリオ, přepis: wario, anglická výslovnost: /ˈwɑːrioʊ/) je fiktivní postava ze série videoher Super Mario (vyskytuje se zde především v party a sportovních hrách) firmy Nintendo. Existuje ale i série her zaměřená na tuto postavu. Název Wario je odvozen od japonského slova 悪い (přepis: warui), které znamená špatný.
Stejně jako postavy Maria a Luigiho Waria dabuje v angličtině Charles Martinet, od roku 2023 pak Kevin Afghani.

## Popis

Velké W, znak Waria

Je to záporný zlý protějšek Maria a dvojče Waluigiho. Je lakomý a miluje peníze a česnek. Snadno se naštve a je velmi silný, ale tlustý. Snaží se unést princeznu Daisy. Na čepici a rukavicích má velké W.

## Hry s Wariem
Wario se objevil v mnoha hrách. Poprvé se objevil roku 1992 ve hře Super Mario Land 2: 6 Golden Coins.
Výběr her, kde se Wario objevil:
- Mario & Wario
- Wario's Woods
- Wario Blast
- Wario Land (2-4)
- Mario Kart Wii
- Mario Kart DS
- Game & Watch Gallery (2-4)
- Mario Party (2-9)
- Wario World
- Dr.Mario 64